# Vive la crise ! (film)
Pour les articles homonymes, voir Vive la crise !.
Pour plus de détails, voir Fiche technique et Distribution.
Vive la crise ! est un film français réalisé par Jean-François Davy, sorti en 2017.

## Synopsis
Mai 2025 : Marine Le Pen, Présidente de la République, démissionne. Étienne, cadre de la climatisation nationale, se fait licencier et, n’osant pas affronter cette réalité, erre de bar en bar. Il rencontre alors « Montaigne », agrégé de philo, qui mène une vie de bohème assumée. Étienne devient alors « La Boétie » et ils ne se quittent plus. Une troupe de marginaux truculents et attachants va se regrouper autour d’eux. S’appuyant sur l’article 1587 du Code civil, ils déclenchent un joyeux foutoir et retrouvent le plaisir du bien-vivre ensemble. 

## Fiche technique
- Titre original : Vive la crise ![4]
- Réalisateurs : Jean-François Davy
- Scénario : Jean-François Davy
- Producteur délégué : Jean-François Davy
- Producteur exécutif : Jean-François Geneix
- Scripte : Caroline Leloup
- Monteur : Thierry Derocles
- Décorateur : Aurélien Geneix
- Costumière : Monique Proville
- Photographie : Gérard de Battista
- Premier Assistant Réalisateur : Sébastien Achard
- Maquillage : Maya Benamer
- Musique : Roland Romanelli
- Son : Dominique Davy, Damien Guillaume et Thierry Delor
- Régie : Nathalie Aubaret
- Photographe de Plateau : Daniel Angeli Stéphane Mulys
- Attaché de presse : Jean-François Gaye, Darkstar
- Production : Les Films Montaigne
- Distribution : Kanibal Films
- Pays de production :  France
- Durée : 92 minutes
- Genre : comédie, anticipation
- Dates de sortie :
  - France : 10 mai 2017

## Distribution
- Jean-Claude Dreyfus : « Montaigne »
- Jean-Marie Bigard : Étienne dit « La Boétie »
- Florence Thomassin : Hélène
- Dominique Pinon : Noël
- Isabelle de Hertogh : Lola
- Michel Aumont : Pépé Canaille
- Venantino Venantini : Luigi Pirandello
- Lola Marois : Framboise
- Sophie Vouzelaud : Mélodie
- Dounia Coesens : Florence
- Rufus : Lucien
- Emmanuelle Boidron : Sidonie
- Angélique Litzenburger : Nini
- Henri Guybet : prêtre
- Philippe Caroit : président Fasola
- Hugues LeForestier : un technicien
- John Demurger : Robinson
- Christelle Bardet : Wanda
- Franck Molinaro : Jim
- Léopold Bellanger : Jules
- Philippe Manesse : André
- Jérôme Cachon : Guillaume
- Jeanne Bourva : la fillette
- Olivier Soler : le patron du supermarché
- Sandrine Le Berre : Prune
- Michel Caputo : un journaliste
- Maxime Dorian : un policier
- Yahn Halnaut : Mamie
- Laura Devoti : madame Bigoudis
- Frédéric Deleersnyder : Harlem
- Cheng Xiaoxing : le Chinois
- Mickaël Delin : un vigile
- Jean-Luc Jacquot : Collaborateur du Président Fasola
- Alain Poupaux : le cousin
- Nathalie Mann : la psy

## Production
La bande annonce est sortie en février 2017. Le film est réalisé et écrit par Jean-François Davy, qui en a eu l'idée en 2008.

### Tournage
Le tournage a débuté en mai 2016 et s'est terminé fin juin 2016. Quelques scènes sont tournées dans les départements Indre-et-Loire et de l'Eure. La fin du tournage a eu lieu à Champenard. Le tournage a également lieu à Paris Marché Saint-Honoré, Loches, Vernon, Perrusson, Charenton le Pont, Sous-Préfecture de Torcy.